# Ќ
Kje (Ќ'ќ; kursiv: Ќ ќ) är en bokstav i det kyrilliska alfabetet.
Ќ används på makedonska för att representera den uttryckta palatala plosiven / c /.
Ќ romaniseras oftast med den latinska bokstaven K med akut ⟨ḱ⟩. När socialistiska republiken Makedonien var en del av Jugoslavien, omvandlades också makedonska ќ (ḱ) till ć eller tj.
Ord med denna bokstav är ofta relaterade till Шт Шт (Sht sht) på bulgariska och Ћ ћ / Ć ć på serbokroatiska. Till exempel det makedonska ordet för födelse (раѓање är raǵanje, som på bulgariska är раштане - rashtane och på serbiska раћање - raćanje).

## Teckenkoder i datorsammanhang
| Teckenkoder        | Versal: Ќ'                 | Gemen: ќ                 |
| ------------------ | -------------------------- | ------------------------ |
| Namn (Unicode)     | CYRILLIC CAPITAL LETTER IO | CYRILLIC SMALL LETTER IO |
| Kodpunkt (Unicode) | U+040C                     | U+045C                   |
| HTML               | Ќ'                         | ќ                        |